# Bleisatz

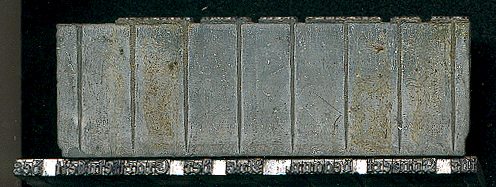
Bleisatzzeile einer Setzmaschine – ab 1886 (Linotype-Setzmaschine)

Bleisatz ist ein Verfahren zur Herstellung von Druckformen für den Buchdruck.
Einzelne Lettern oder Einzelbuchstaben, die aus Letternmetall, einer Blei-Zinn-Antimon-Legierung,  gegossen sind, werden zu der vollständigen Form einer Seite zusammengesetzt.

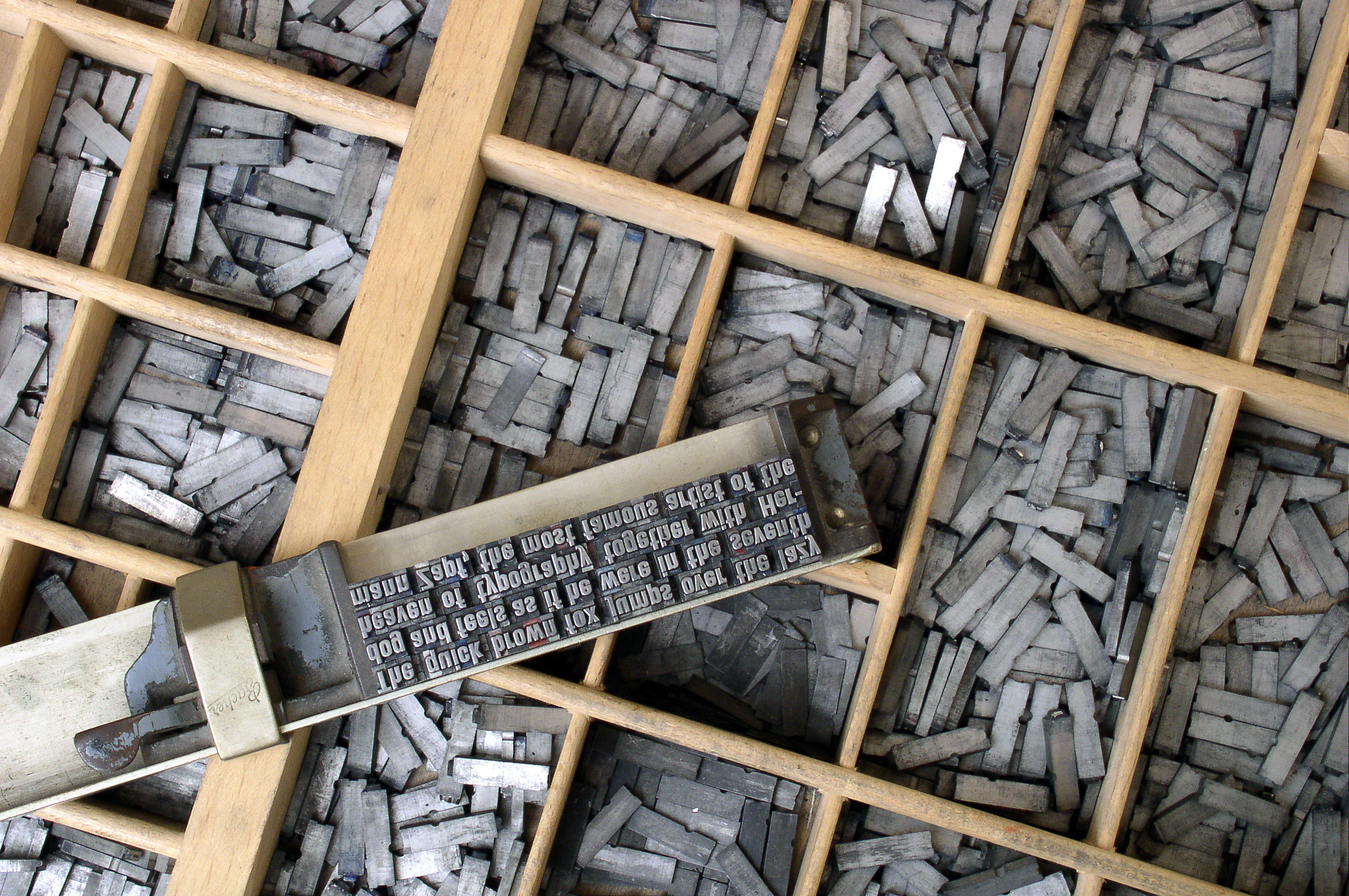
Setzkasten mit Winkelhaken und vier Satzzeilen

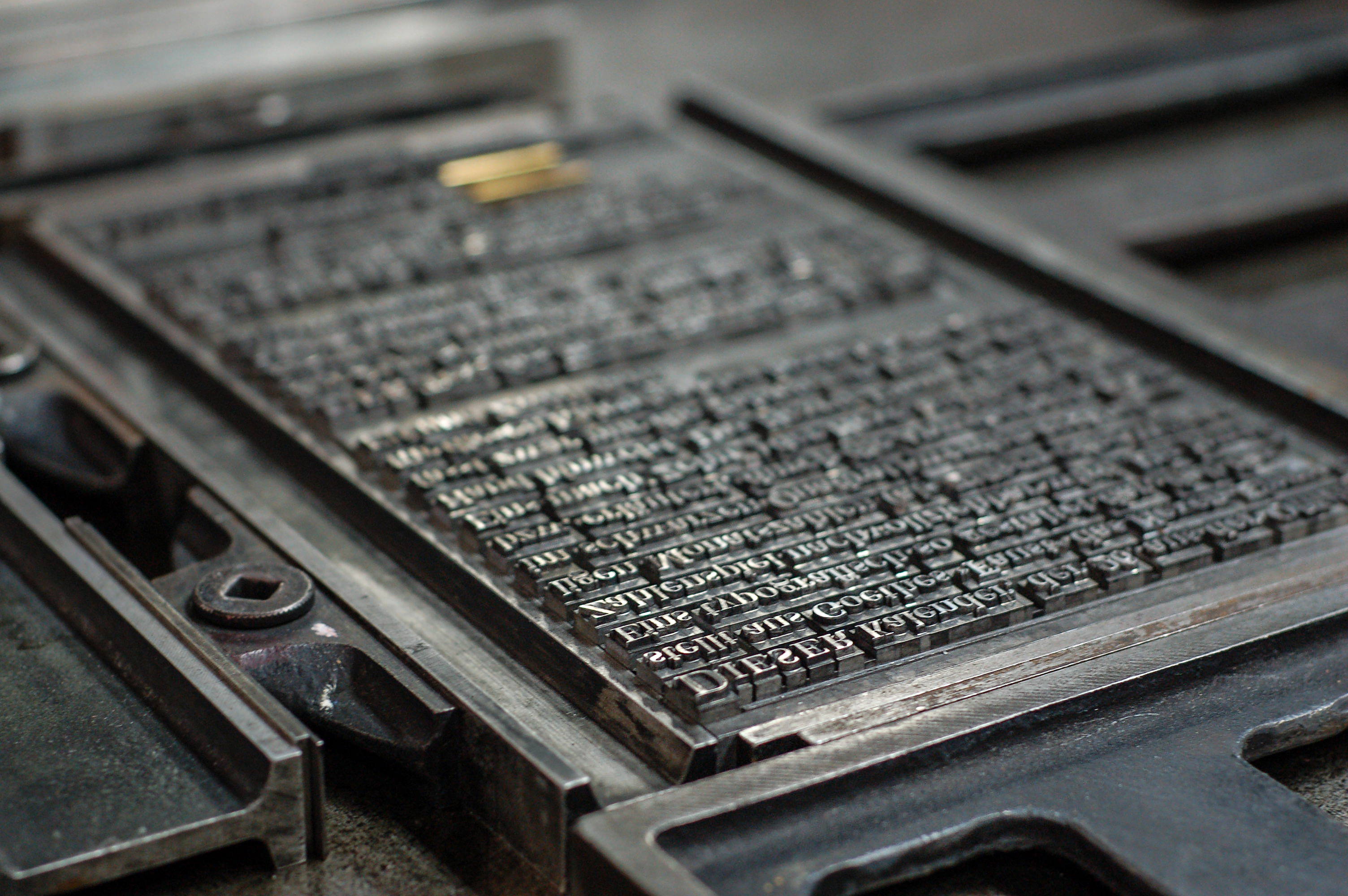
Druckform in einer Druckmaschine

Nach dem Abdruck kann die Druckform wieder in ihre Einzelteile zerlegt („abgelegt“) und die Lettern neu verwendet werden. Voraussetzung dafür ist der Einzelletternsatz im Handsatz oder mit der Monotype-Setzmaschine. Maschinensatz mit gegossenen Zeilen, wie ihn die Linotype- oder die Ludlow-Gießmaschine liefern, wird nach der Nutzung wieder eingeschmolzen und neu gegossen.

## Geschichte
Funde aus der heutigen Volksrepublik China und Korea lassen den Schluss zu, dass es dort bereits ähnliche Systeme gab. Die erste Mobilletterndruckmaschine aus Lehm wurde von dem Chinesen Bi Sheng (972–1051) erfunden. Die erste  aus Metall für lateinische Buchstaben wurde erst um 1440 von Johannes Gutenberg erfunden, der den Druck mit beweglichen Lettern oder „Mobilletterndruck“ damit neu entwickelte. Dabei unterscheiden sich die Satztechniken insofern, als der asiatische Satz auf Zeichenfolgen (bildzeichenhaften Worten) und der europäische auf separaten Buchstaben basiert. Neu war auf jeden Fall die Verwendung von Weichmetallen wie Blei und Zinn sowie die Konstruktion eines Gießinstruments mit auswechselbarer Matrize.

## Bleisatzarten
Man unterscheidet den Handsatz – die älteste Form, die erst in den 1970er Jahren weitgehend verschwand – und den Maschinensatz. Der Maschinensatz wird weiter in drei verschiedene Funktionsprinzipien unterteilt. Typensetzmaschinen verwenden die Schrifttypen aus dem Handsatz (z. B. die Kastenbein-Setzmaschine). Das Ausschließen der Zeilen wird nach wie vor per Hand ausgeführt bzw. nachkorrigiert. Bei der Einzelbuchstabensetz- und Gießmaschine Monotype werden von Matrizen neue Lettern gegossen. Bei Zeilenguss-Maschinen (z. B. Linotype-Setzmaschine, Typograph), besteht die Schriftzeile aus einem einzigen Stück. Deshalb muss eine fehlerhafte Zeile bei Zeilengießmaschinen neu gesetzt und abgegossen werden. Ausschluss und Formatierung erfolgen bereits im ersten Satzschritt und sind später nicht mehr korrigierbar. Die verschiedenen Techniken sind oft nebeneinander eingesetzt worden. Die Gießmaschinen konnten mit ca. 6000 Zeichen in der Stunde die Satzleistung eines Handsetzers (bis 1500 Zeichen) weit überbieten. Später wurden auch diese Maschinensatzarten durch neuere Satztechniken, wie den Fotosatz oder den Computersatz, abgelöst.

## Setzersprache und -mathematik
Viele der typografischen Begriffe und Regeln aus der Zeit des Bleisatzes sind auch heute noch gültig und wurden sogar auf das Desktop-Publishing übertragen.
Eine Besonderheit der Handsatzmathematik war z. B. das Berechnen für die Formatierung. Dabei geht es darum, durch systematische Kombination von Schrift- und Ausschlussmaterial ein genaues Rechteck herzustellen. Die Basis des typografischen Systems bilden der typografische Punkt und das dodekaedrische Rechenmodell (Punkt, Cicero = 12 pt, Konkordanz = 4 Cicero). Von ½ Punkt bis zur Größe mehrerer Konkordanzen gibt es Zwischenstücke.
Beispiele aus der Setzersprache sind:
- Fliegenkopf
- Satzrechner
- Satzbrett
- Satzschließer
- Setzkasten
- Stehender Satz
- Laufweite
- Winkelhaken
- Hurenkind und Schusterjunge
- Zwiebelfisch